# ルス (スコットランド)
ルス（英語: Luss、スコットランド・ゲール語: Lus「ハーブ」の意）は、スコットランドのアーガイル・アンド・ビュートにある、ローモンド湖西岸の村。

## 歴史
歴史的には、ダンバートンのカウンティに属し、古名は「Clachan dubh」（「暗い村」の意）といった。湖越しに見る北方の眺めには、マンローと総称される山々の中で最も南に位置するベン・ローモンド山が聳え、西方にはルス丘陵 (Luss Hills) が広がっている。
中世暗黒時代のはっきりしない時期に、聖ケソッグが、ルスにキリスト教をもたらした。現在の協会の敷地内には、中世前期から中世の遺物が多数残されており、7世紀に遡るとされる石の十字架や、11世紀のホグバック（彫刻を施された墓石）などもある。現在の教会の中には、状態の良い中世後期の司教の肖像彫刻が、保存されている。現在のスコットランド国教会ルス教区教会は、1875年にサー・ジェームズ・コフーン（Sir James Colquhoun, 5th Baronet：第5代準男爵）が、1873年12月に湖で溺死した同名の父（第4代準男爵）のために建てたものである。この教会は、オンライン・サービスが有名で、ほとんどが教区外からのカップルによって年間100組以上の結婚式が行なわれることで知られている。ルスは、コフーン氏族の発祥の地でもある。

## 名所
ルスは、今では保存聚落 (conservation village) となっており、交通量の多い幹線であるA82は、村をバイパスしている。聚落内の家屋の多くは、絵のように美しいと評されている。村にはキルト (衣装) の製作所や、バグパイプの製作所がある。近年、ルスは、スコティッシュ・テレビジョンのテレビドラマ『Take the High Road』のおもな屋外ロケ地となったことで知名度が上がった。このシリーズの制作は終了しているが、ルスの住民の中にはロケ地となっていたことを誇りとしており、作中の架空の地名「グレンダロック (Glendarroch)」が、一部の建物の名称に用いられている。
村の1マイルほど南方にあるオルドクライの入り江には、礎盤の上に建てられた人物像がある。これを湖で溺死した子どもの慰霊碑だとする都市伝説があるが、実際には1890年に地元の石工がロンドンでスクラップとして捨てられていたのを見つけてきた彫像である。地元で「ウィー ・ピーター (Wee Peter)」と呼ばれているこの像は、しばらくの間、鉄道の近くに設置されていたが、その後、現在地に移された。

## 施設

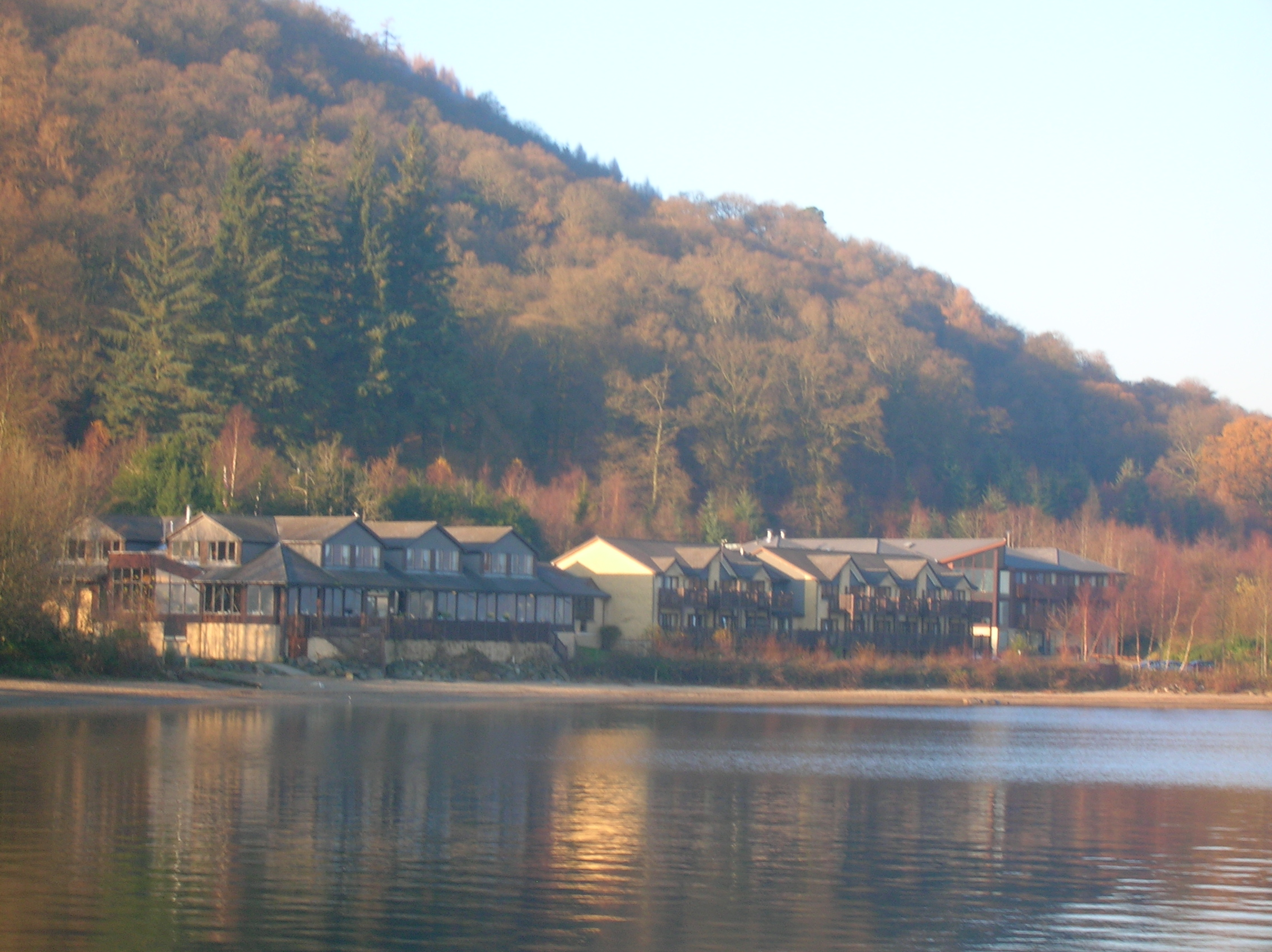
ルスの埠頭から見たロック・ローモンド・ホテル (Loch Lomond Hotel) のロッジ。

村には、ローモンド湖の南端にあるバロックへ向かう水上バスの便があり、バロックにはグラスゴーに結ばれた鉄道の駅や、ショッピングセンター「Lomond Shores」がある。ルスの埠頭は、ローモンド湖を船で巡る拠点となっている。
長くバークレイズ・スコティッシュ・オープンが開催されていたロック・ローモンド・ゴルフ・クラブは、村域内に位置している。

## 脚注

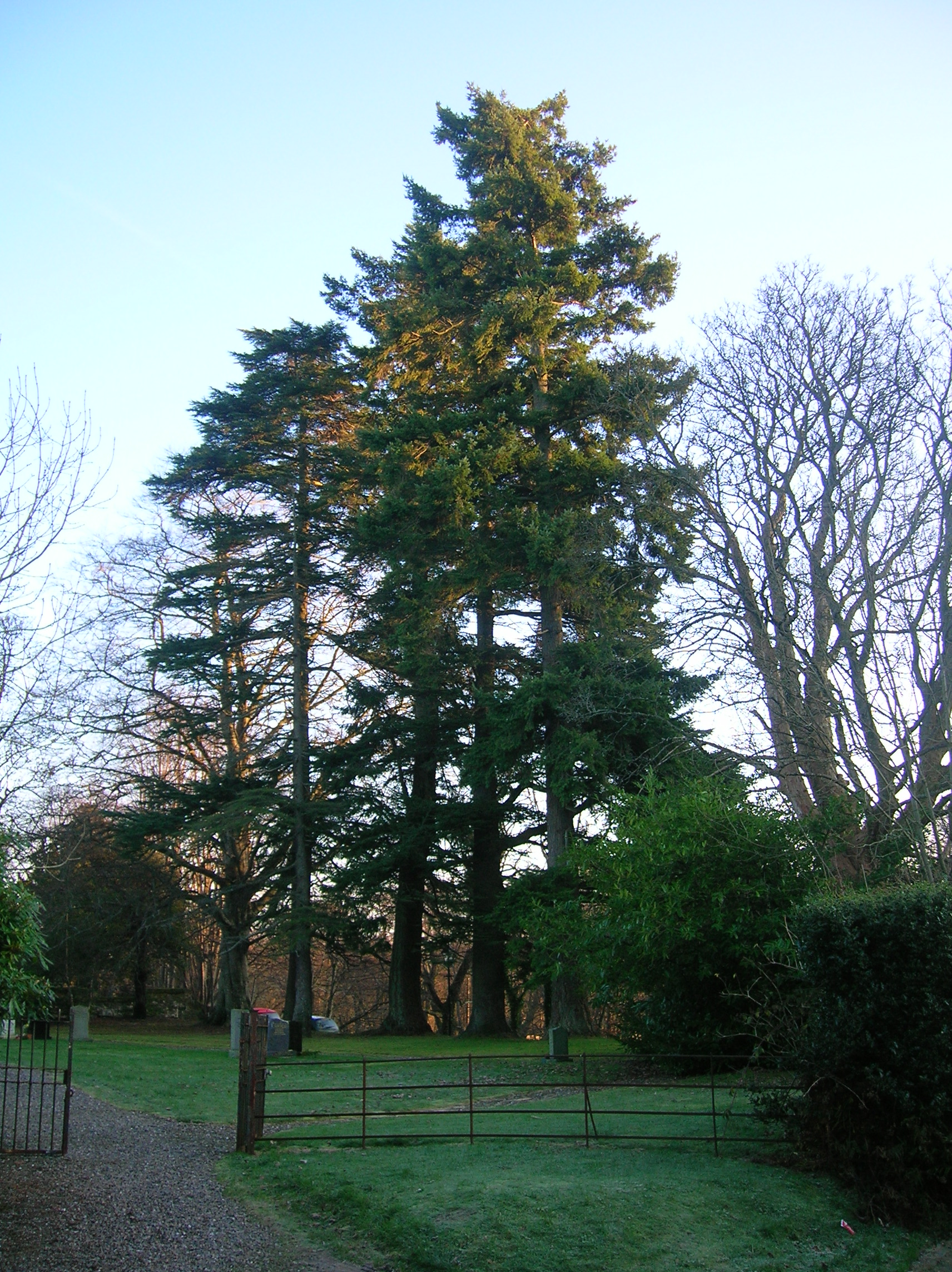
ルスのダグラスモミ（ベイマツ）。背後に礼拝堂がある。